# فينيه إي. داونينج
فينيه إي. داونينج هو سياسي أمريكي، ولد في 24 أغسطس 1846 في فرجينيا في الولايات المتحدة، وتوفي بنفس المكان في 8 مارس 1936. نشط حزبياً في الحزب الديمقراطي. وقد انتخب عضو مجلس النواب الأمريكي ‏.